# テラー博士の恐怖
『テラー博士の恐怖』（テラーはかせのきょうふ、原題：Dr. Terror's House of Horrors）は、1965年制作のイギリスのホラー映画。フレディ・フランシス監督、クリストファー・リー、ピーター・カッシングらが出演。

## あらすじ
片田舎を走る汽車の客室に5人の男が乗り合わせていた。建築士のジム、旅行帰りのビル、演奏家のビフ、医師のボブ、美術評論家のマーシュだ。すると、その客室に形而上学者のシュレック博士なる人物が乗り込んで来る。
博士は未来を占うことができると言い、タロットカードで5人の未来を占い始める。すると、博士が占い出した5人の未来は、皆想像を絶する悲惨な最期を遂げるというものであった。
博士の占いを馬鹿げていると一笑に付す5人であったが、汽車がトンネルを抜けると、博士の姿は消えていた。やがて汽車はある駅に到着、5人はそこで下車し無事に着いたと安堵するが、どこか様子がおかしい。
そこへ一枚の新聞が風に吹かれて飛んできた。そこには「列車事故で5人が死亡」の見出しが。すると彼らの前に、博士と思われるマント姿の人物が現れた。だが振り向いたその顔は髑髏だった。博士は5人を迎えに来た死神だったのだ。

## キャスト
| 役名           | 俳優                   | 日本語吹替                                 |
| 役名           | 俳優                   | フジテレビ版                               |
| -------------- | ---------------------- | ------------------------------------------ |
| テラー博士     | ピーター・カッシング   | 槐柳二                                     |
| ドーソン       | ニール・マッカラム     | 田中信夫                                   |
| ビル           | アラン・フリーマン     | 羽佐間道夫                                 |
| ホプキンス     | バーナード・リー       |                                            |
| ドレイク       | ジェレミー・ケンプ     | 加藤精三                                   |
| ベイリー       | ロイ・キャッスル       | 広川太一郎                                 |
| マーシュ       | クリストファー・リー   | 小林恭治                                   |
| エリック       | マイケル・ガフ         | 上田敏也                                   |
| キャロル       | ドナルド・サザーランド | 山田康雄                                   |
| ベイリー       | ジェニファー・ジェイン | 武藤礼子                                   |
| 刑事           | アル・ミューロック     |                                            |
| 不明 その他    | N/A                    | 野田圭一 北村弘一 緑川稔 田中康郎 石森達幸 |
| 日本語スタッフ |                        |                                            |
| 演出           |                        |                                            |
| 翻訳           |                        |                                            |
| 効果           |                        |                                            |
| 調整           |                        |                                            |
| 制作           |                        |                                            |
| 解説           | 解説                   | 前田武彦                                   |
| 初回放送       | 初回放送               | 1971年8月20日 『ゴールデン洋画劇場』       |

※テレビ初放映時のタイトルは『戦慄の夜行特急! テラー博士の恐怖』
※日本語吹替は2024年7月3日発売の4kレストア版Blu-rayに収録されている

## 関連作品
- 芸術と手術 - クリストファー・リーのエピソードが類似している[2]。